# آلات عنفية

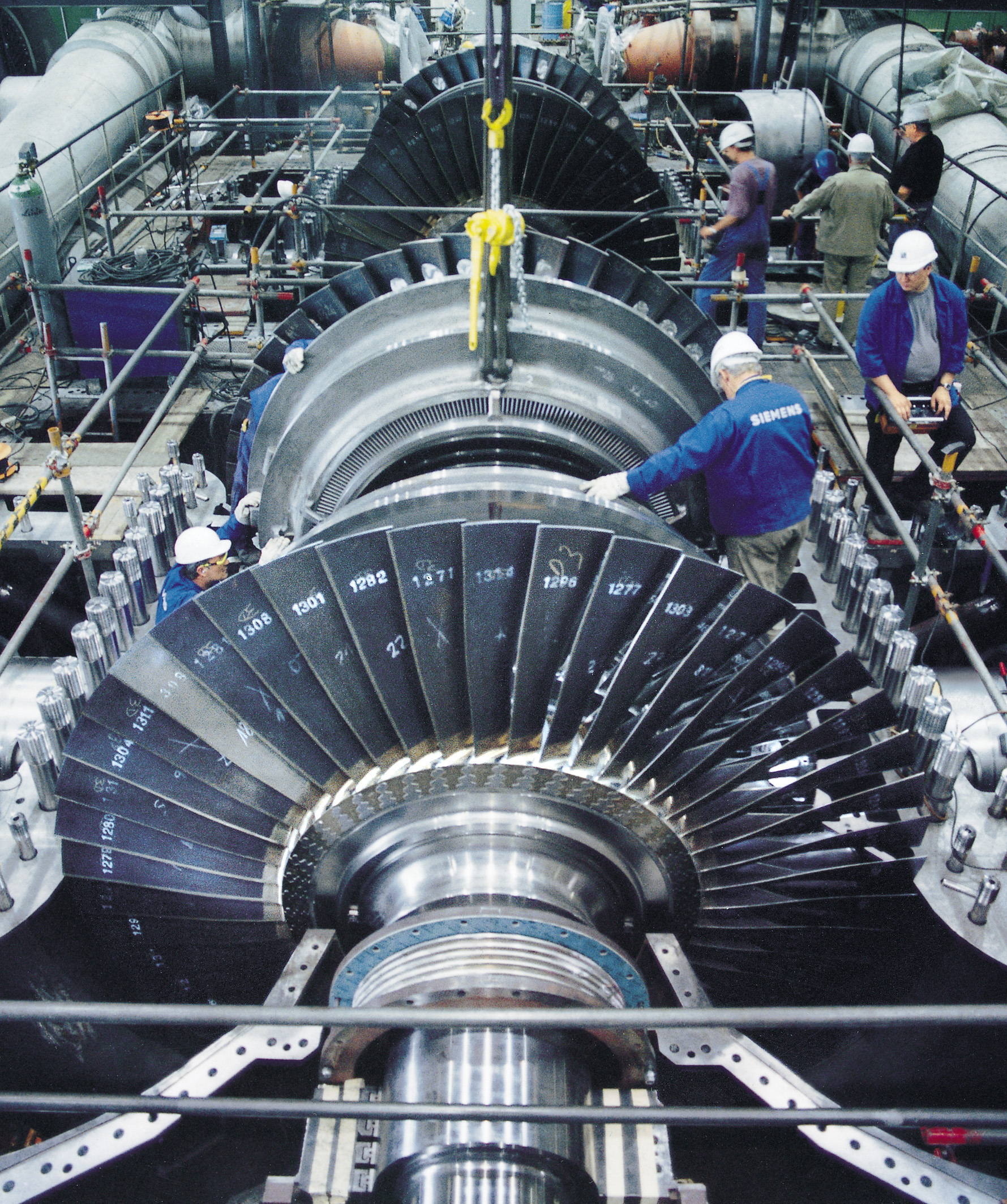
تركيب تربينة بخاريةن منتجة بواسطة شركة سيمينز,ألمانيا

الآلات العنفية أو التُربينية وَهوَ مصطلح يستخدم في الهندسة الميكانيكية ليصف الآلات التي يحدث فيها انتقال للطاقة بين المائع و عمود دوران الآلة، و تشمل كل من التربين والضواغط. حيث تنتقل الطاقة من المائع إلى عمود الدوران في التربينات بينما تنتقل من عمود الدوران إلى المائع في حالة الضواغط .
تتكون الآلة العنفية عمومًا من عضو ثابت (بالإنجليزية: Stator)‏ و آخر متحرك (بالإنجليزية: Rotor)‏ يختلف ترتيبهم حسب وظيفة الآلة و يعرفان معا بالمرحلة العنفية (بالإنجليزية: Turbomachine Stage)‏.
أغلب الآلات العنفية تحتوي علي أكثر من مرحلة وتعرف بأنها متعددة المراحل، و بعضها تقتصر المرحلة فيه علي العضو الدوار فقط مثل عنفة الرياح. وتعد المضخات الدورانية (مضخات الطرد المركزي) من الآلات العنفية أيضا حيث تعمل طبقا لنفس مبدأ الضاغط حيث تنتقل الطاقة من عمود الدوران إلى المائع و لكن المائع هنا يكون سائل علي عكس الضاغط يكون غاز.
و يستند مبدأ عمل هذه الآلات إلى قانون نيوتن الثاني للحركة ومضخة أويلر ومعادلة العنفة للموائع القابلة للانضغاط.

## تعريف الآلة العنفية
تعرف الآلة العنفية أنها "أي آلة تستخرج الطاقة من مائع مستمر السريان أو تزوده بالطاقة"و تعتبر الآلة العنفية آلة قدرة (بالإنجليزية: Power  machine)‏ حيث ترفع طاقة المائع عن طريق تحويل طاقة الحركة للعضو الدوار إلى طاقة سريان للمائع أو العكس. و من أمثلة الآلات العنفية المضخات و التربينات و الضواغط.

## التصنيف
يمكن تصنيف الآلات العنفية تبعا لعدة عناصر كالتالي:

### اتجاه سريان الطاقة
- انتقال الطاقة من المائع إلى عمود الدوران، و يظهر هذا في التربينات بأنواعها و تعرف أنها ألات مولدة للطاقة.
- انتقال الطاقة من عمود الدوران إلى المائع، و يظهر هذا في الضواغط و المضخات، و تعرف أنها ألات ممتصة للطاقة.

### اتجاه سريان المائع
1. موازي لمحور عمود الدوران، و يسمي في هذه الحالة سريان محوري (بالإنجليزية: Axial Flow)‏. تهمل سرعة المائع في الاتجاه القطري للأله، و حيث أنه لا يكون هناك تغير في اتجاه سريان المائع (موازي لمحور الآلة) تستخدم عدة مراحل عنفية محورية لزيادة القدرة الناتجة. و من أمثلة هذا النوع عنفة كابلن.

تعبر الرموز في الرسم التوضيحي عن:
- U:سرعة الريش.
- f:سرعة السريان
- V:السرعة المطلقة
- Vr:السرعة النسبية للمائع.
- Vw:السرعة المماسية.

رسم توضيحي لمركبات السرعة في الآلات العنفية ذات السريان المحوري للمائع

- α: زاوية سريان المائع بالنسبة للريش.
- β: زاوية الريشة نفسها.

2.عمودي علي محور عمود الدوران، و يسمي في هذه الحالة سريان قطري، حيث يكون في اتجاه نصف القطر للآلة (بالإنجليزية: Radial flow)‏. وتعرف الآلات العنفية هنا بأنها ألات عنفية ذات سريان قطري (بالإنجليزية: Radial flow turbomachines)‏ و تتكون من مرحلة واحدة حيث يكون اتجاه سريان المائع متغير باستمرار فلا يمكن أن تكون الآلة هنا متعددة المراحل. و من أمثلة ذلك مضخات الطرد المركزي.

رسم توضيحي لمركبات السرعة في الآلات العنفية ذات السريان القطري للمائع

3.عمودي علي محور عمود الدوران في جزء من ريشة الآلة و موازي له في الجزء الآخر، و يسمي في هذه الحالة سريان مختلط_حيث يجمع بين المحوري و القطري_ (بالإنجليزية: Mixed Flow)‏. ومن أمثلة ذلك عنفة فرنسيس

### الانضغاطية
و يشير تصنيف الانضغاطية (بالإنجليزية: Compressibility)‏ إلى قابلية مائع التشغيل في الآلة للانضغاط أم لا. و تعتبر السوائل موائع غير قابلة للانضغاط بينما الغازات موائع قابلة للانضغاط.

و بشكل عام يعتبر المائع _سواء سائل أو غاز_ غير قابل للانضغاط عندما يكون رقم ماخ له أقل من 0.3

من الآلات العنفية التي تتعامل مع موائع غير انضغاطية العنفات المائية و المضخات، و من الآلات العنفية التي تتعامل مع موائع انضغاطية ضاغط الغاز وتربينات الرياح.

### إجراء التمدد
وفي إجراء التمدد (بالإنجليزية: Expansion process)‏ تُصنف الآلة العنفية تبعا لدرجة رد الفعل (بالإنجليزية: Degree of reaction)‏ و يرمز لها R, حيث:
- عندما R=0 تعرف الآلة العنفية أنها نبضية، و معني هذا أن كل إجراء التمدد حدث في العضو الثابت (بالإنجليزية: Stator)‏ للآلة فقط، أي أن فقد الضغط حدث في الجزء الثابت بينما لم يحدث أي تمدد في العضو الدوار(بالإنجليزية: Rotor)‏ , و مثال علي ذلك التربينات النبضية (بالإنجليزية: Impulse turbine)‏ مثل تربينة بلتون .

مرحلة عنفة نبضية, مكونة من عضو ثابت Nozzle لزيادة طاقة الحركة للمائع و عضو متحرك Rotor للإستفادة من طاقة الحركة

- عندما R=1 تعرف الآلة العنفية أنها آلة ذات رد فعل، أي أن كل إجراء التمدد حدث في العضو الدوار(بالإنجليزية: Rotor)‏ للآلة فقط بينما لم يحدث أي تمدد في العضو الثابت (بالإنجليزية: Stator)‏, و مثال علي ذلك تربينات رد الفعل (بالإنجليزية: Reaction Turbines)‏ مثل تربينة فرانسيس.

مرحلة آلة عنفية ذات رد فعل

- عندما R=0.5 يتم نصف إجراء التمدد في العضو الدوار و النصف الآخر في العضو الثابت، و تعرف الآلة هنا أنها مختلطة من حيث درجة رد الفعل.

### بغلاف أم بدون غلاف
بعض الآلات العنفية يكون لها غلاف خارجي (بالإنجليزية: Casing)‏ يحيط بها مثل التربينات الغازية و البعض الآخر لا يكون له غلاف يحيط به مثل تربينات الرياح.

## نسب لا بُعدية لوصف الآلات العنفية
تستخدم بعض النسب اللابُعدية (بالإنجليزية: Dimensionless)‏ لتسهيل وصف الآلات العنفية و التعامل معها خصوصا التصميم، و من هذه النسب
- معامل التدفق (بالإنجليزية: Flow coefficient)‏ و يرمز له Ψ
- معامل الضغط (بالإنجليزية: Pressure coefficient)‏ و يرمز له Φ